# (316179) 2010 EN65
(316179) 2010 EN65, também escrito como (316179) 2010 EN65, é um corpo menor que é classificado pelo Minor Planet Center como um centauro. No entanto, o objeto é um troiano de Netuno que está saltando do ponto de Lagrange L4 para o L5 via L3. O mesmo possui uma magnitude absoluta (H) de 6,9 e, tem cerca de 183 km de diâmetro, por isso é improvável que possa ser classificado como um planeta anão, devido ao seu tamanho relativamente pequeno.

## Descoberta
(316179) 2010 EN65 foi descoberto no dia 7 de março de 2010 por David L. Rabinowitz e Suzanne W. Tourtellotte usando o refletor de 1.3 m de Cerro Tololo.

## Órbita
A órbita de (316179) 2010 EN65 tem uma excentricidade de 0,316, possui um semieixo maior de 30,838 UA e uma inclinação de 19,3°. Sua órbita é bem determinada com imagens que datam de 1989.

## Propriedades físicas
(316179) 2010 EN65 é um corpo menor muito grande, com uma magnitude absoluta de 6,9 e um diâmetro que tem provavelmente cerca de 200 km (120 milhas).

## Troiano
(316179) 2010 EN65 é um outro troiano coorbital de Netuno, o segundo mais brilhante após o quasi-satélite (309239) 2007 RW10. O objeto está se movendo a partir do ponto de Lagrange L4 para o L5.